# Saxifraga × haussknechtii
Saxifraga x haussknechtii es una planta herbácea de la familia de las saxifragáceas.
Es un híbrido compuesto por las especies Saxifraga granulata y Saxifraga rosacea.

## Taxonomía
Saxifraga x haussknechtii fue descrita por Berthold Stein y publicado en Gartenflora 35: 306 1886.
Etimología
Saxifraga: nombre genérico que viene del latín saxum, ("piedra") y frangere, ("romper, quebrar"). Estas plantas se llaman así por su capacidad, según los antiguos, de romper las piedras con sus fuertes raíces. Así lo afirmaba Plinio, por ejemplo.
haussknechtii: epíteto otorgado en honor de Heinrich Carl Haussknecht, botánico alemán del siglo XIX.
Sinonimia
- Saxifraga iserana  Cypers
- Saxifraga x decipientoides  Engler & Irmscher
- Saxifraga x freibergii  Ruppert
- Saxifraga x granulatoides  Engler & Irmscher
- Saxifraga x potternensis  Marsden-Jones & Turill